# Дьяков, Владимир Авраамович
Владимир Авраамович Дьяков (12 июля 1884 года, Николаев, Херсонская губерния — 26 апреля 1938 года, Расстрельный полигон «Коммунарка», Москва) — русский и советский военный деятель, полковник (РИА, 6 декабря 1916 года), комбриг (СССР, 1935 год).

## Начальная биография
Владимир Авраамович Дьяков родился 12 июля 1884 года в Николаеве Херсонской губернии в семье офицера армии.
В 1901 году окончил Донской кадетский корпус.

## Военная служба

### Довоенное время
1 сентября 1901 года призван в ряды Русской императорской армии и направлен на учёбу в Николаевское кавалерийское училище, из которого в августе 1903 года был выпущен хорунжим в Атаманский лейб-гвардии полк. 10 августа 1907 года присвоен чин «Сотник».
В 1909 году В. А. Дьяков окончил Николаевскую академию Генерального штаба по первому разряду. 30 апреля того же года присвоен чин «капитан», а также был прикомандирован ко штабу 36-й пехотной дивизии, после чего 1 ноября этого же года был назначен на должность командира сотни в составе 1-го Донского казачьего полка, а 26 ноября 1911 года назначен на должность старшего адъютанта 26-й пехотной дивизии.

### Первая мировая и гражданская войны
С началом Первой мировой войны находился на прежней должности и принимал участие в боевых действиях в Восточной Пруссии.
20 февраля 1915 года Дьяков назначен штаб-офицером для поручений при штабе 19-го армейского корпуса. 15 июня того же года присвоен чин «Подполковник» за выслугу лет с утверждением в должности.
10 сентября 1915 года назначен начальником штаба 6-й пехотной дивизии, а 6 декабря 1916 года присвоен чин «Полковник». С 18 декабря 1917 года Владимир Авраамович Дьяков находился в распоряжении начальника штаба армий Западного фронта. В марте 1918 года был демобилизован из рядов армии, после чего работал агентом для поручений в коммерческом агентстве Семиреченской железной дороги в Ташкенте.
В сентябре 1918 года призван в ряды РККА, после чего был прикомандирован ко штабу Северного фронта. В ноябре того же назначен начальником 3-го отдела (службы тыла и устройства военных дорог) Управления военных сообщений Северного фронта, однако в том же месяце был переведён на должность для поручений при начальнике Управления военных сообщений этого же фронта, в январе 1919 года — на должность начальника 3-го отдела управления Управления военных сообщений Северного фронта, а в феврале — на должность помощника начальника управления Управления военных сообщений штаба Северного фронта, а затем переведён на эту же должность на Западный фронт. В августе 1919 года назначен начальником военных сообщений штаба 16-й армии, в мае 1920 года — начальником военных сообщений Западного фронта, а в июне — на должность помощника начальника Управления военных сообщений этого же фронта.

### Послевоенная карьера
В апреле 1921 года В. А. Дьяков назначен на должность начальника военных сообщений Западного военного округа, в 1924 году — на должность второго, в апреле — на должность первого помощника начальника Управления военных сообщений Штаба РККА, а в октябре того же года — на должность нештатного преподавателя Военной академии РККА (по военным сообщениям).
В сентябре 1926 года назначен начальником 4-го отдела 3-го управления Штаба РККА, а с июня 1928 года по совместительству являлся представителем Наркомата по военным и морским делам при Центральном комитете перевозок Наркомата путей сообщения.
В апреле 1929 года направлен в Военную академию имени М. В. Фрунзе, где назначен преподавателем кафедры военных сообщений факультета снабжения, в феврале 1934 года — начальником кафедры военной академии, а в январе 1937 года — начальником кафедры армейской операции.
Проживал по адресу г. Москва, Смоленский бульвар, д. 15, кв. 107.
Комбриг Владимир Авраамович Дьяков арестован 5 ноября 1937 года, и по обвинению в шпионаже и участии в военном заговоре Военной коллегией Верховного суда СССР 26 апреля 1938 года приговорен к расстрелу. Приговор приведен в исполнение в тот же день на Коммунарке.
Реабилитирован 21 июня 1956 года определением Военной коллегии Верховного суда СССР.

## Награды
- Орден Святого Владимира 4-й степени с мечами и бантом (ВП 06.02.1915);
- Орден Святой Анны 3-й степени с мечами и бантом (утв. ВП 05.05.1916);
- Орден Святой Анны 4-й степени (утв. ВП 04.04.1915);
- Орден Святого Станислава 2-й степени с мечами (ВП 28.06.1915);
- Два ордена Святого Станислава 3-й степени (1912; 31.03.1913).